# 경상북도립청송공공도서관
경상북도립청송공공도서관은 경상북도 청송군 청송읍 소재의 도서관이다.

## 연혁
- 2011년 11월 14일 2011년 공공도서관 협력업무 유공자 포상 단체상 수상
- 2011년 10월 9일 제3회 경상북도평생학습축제 작품전시 부문 우수상 수상
- 2003년 7월 20일 디지털자료실 개실
- 2003년 3월 1일 경상북도평생학습관으로 지정
- 1991년 1월 23일 경상북도립청송공공도서관으로 명칭 변경
- 1990년 1월 18일 청송도서관 개관
- 1989년 12월 12일 열람규정 제정
- 1989년 7월 4일 도서관 설치조례 제정

## 시설현황
- 2층: 일반열람실, 평생교육강의실, 휴게실, 관장실, 사무실
- 1층: 어린이자료실, 종합자료실, 디지털자료실
- 지하1층: 제3강의실, 시청각실